# Agamede
En la mitologia grega, Agameda o Agamede (en grec antic Ἀγαμήδη) era una sàvia fetillera, filla primogènita d'Augias, rei de l'Èlide, i d'Epicaste. Destacava tant per la seva bellesa com per conèixer «totes les drogues i plantes medicinals que existien a la Terra», com citava Homer en la Ilíada. Va casar-se amb Mulios, un general dels epeus que va morir a mans de Nèstor en la guerra entre Pilos i Èlide, però no va tenir descendència amb ell.
En els Escolis a Teòcrit es parla de la "rossa Perimede" que l'escoliasta identifica amb l'Agamede mencionada per Homer. De vegades s'identifica amb Hecamede, una dona que va escalfar aigua i va preparar uns remeis per netejar la ferida de Macàon, quan una fletxa de Paris el va ferir a l'esquena durant la Guerra de Troia.
Es diu que la seva unió amb el déu Posidó la va fer mare de Dictis, i segons Higí, de Belos i Àctor.

## Altres personatges del mateix nom
- Agamede també va ser una filla de Macària, que va donar nom a un lloc de Lesbos.